# Жена у кући прекопута девојке на прозору
Жена у кући прекопута девојке на прозору (енгл. The Woman in the House Across the Street from the Girl in the Window) америчка је мини-серија чији су аутори Рејчел Рамрас, Хју Дејвидсон и Лари Дорф. Главне улоге глуме: Кристен Бел, Мајкл Или, Том Рајли, Мери Холанд, Камерон Бртион, Шели Хенинг и Самсара Јет. Иако садржи елементе црне комедије и трилера, примарно је пародија мистерија и психолошких трилера. Netflix је објавио серију 28. јануара 2022. године. Добила је помешане критике, док је глума Белове добила похвале.
У периоду од 23. јануара 2022. до 20. фебруара серија је гледана 133,62 милиона сати широм света.

## Радња
Мешајући вино, таблете, сложенице и претерану машту, Ана опседнуто прати згодног комшију с друге стране улице и постане сведок убиства.

## Улоге

### Главне
- Кристен Бел као Ана Витакер
- Мајкл Или као Даглас Витакер
- Том Рајли као Нил Колман
- Мери Холанд као Слоун
- Камерон Бртион као Бјул
- Шели Хенинг као Лиса
- Самсара Јет као Ема Колман

### Споредне
- Бренда Ку као Карол
- Кристина Ентони као детективка Беки Лејн
- Бенџамин Леви Агилар као Рекс

## Епизоде
| Бр. еп. | Наслов     | Редитељ     | Сценариста                               | Премијера        |
| ------- | ---------- | ----------- | ---------------------------------------- | ---------------- |
| 1       | 1. епизода | Мајкл Леман | Рејчел Рамрас, Хју Дејвидсон и Лари Дорф | 28. јануар 2022. |
| 2       | 2. епизода | Мајкл Леман | Рејчел Рамрас, Хју Дејвидсон и Лари Дорф | 28. јануар 2022. |
| 3       | 3. епизода | Мајкл Леман | Рејчел Рамрас, Хју Дејвидсон и Лари Дорф | 28. јануар 2022. |
| 4       | 4. епизода | Мајкл Леман | Рејчел Рамрас, Хју Дејвидсон и Лари Дорф | 28. јануар 2022. |
| 5       | 5. епизода | Мајкл Леман | Рејчел Рамрас, Хју Дејвидсон и Лари Дорф | 28. јануар 2022. |
| 6       | 6. епизода | Мајкл Леман | Рејчел Рамрас, Хју Дејвидсон и Лари Дорф | 28. јануар 2022. |
| 7       | 7. епизода | Мајкл Леман | Рејчел Рамрас, Хју Дејвидсон и Лари Дорф | 28. јануар 2022. |
| 8       | 8. епизода | Мајкл Леман | Рејчел Рамрас, Хју Дејвидсон и Лари Дорф | 28. јануар 2022. |